# سریع و خشمگین ۴
سریع و خشمگین ۴ (به انگلیسی: Fast & Furious) عنوان یک فیلم اکشن به کارگردانی جاستین لین و نویسندگی کریس مورگان محصول ۲۰۰۹ آمریکا است. این فیلم چهارمین قسمت از مجموعه فیلم‌های سریع و خشمگین است. از بازیگران آن می‌توان به وین دیزل، پل واکر، میشل رودریگز، جوردانا بروستر و جان اورتیز اشاره کرد.

## پیش‌تولید
فیلم کوتاهی تحت عنوان راهزنان به کارگردانی وین دیزل، برای به تصویر کشیدن پیش زمینه وقایع فیلم اصلی ساخته و در آی‌تیونز استور به صورت رایگان منتشر شد و سپس در نسخه های بلوری و نسخه های ویژه خانگی گنجانده شد.

## خلاصه داستان
دومینیک تورتو، که همچنان تحت تعقیب پلیس است بعد از کشته شدن دوست دخترش، لتی، به وسیله قاچاقچیان مواد مخدر، برای گرفتن انتقام می‌رود. از سوی دیگر برایان اوکانر مأمور اف‌بی‌آی و دوست پسر میا، خواهر دومینیک، که به دنبال براگا سردسته قاچاقچیان است، به دومینیک ملحق می‌شود و دو نفر با انگیزه‌های متفاوت مأموریت مشترکی را آغاز می‌کنند.